# Lestes undulatus
Lestes undulatus – gatunek ważki z rodziny pałątkowatych (Lestidae). Występuje w południowej części Ameryki Południowej; stwierdzony w Chile, Argentynie, Urugwaju i skrajnie południowo-wschodniej Brazylii.